# Muriel Window
Muriel Inetta Window Turnley (16 de febrero de 1892-29 de agosto de 1965) fue una actriz, cantante, intérprete de vodevil, Ziegfeld Girl, y empresaria estadounidense.

## Primeros años
Window nació en Burlingame, Kansas. Su madre era Catherine Innetta "Kate" Hoover Comrada (1870–1961) y su padre era Thomas P. Window. Fue criada en Seattle, donde estudió música.

## Carrera
Window era una Ziegfeld Girl, era conocida como "Peacock Girl" o "Little Peacock" por sus vistosos trajes. En Broadway actuó en The Passing Show of 1914. También actuó en el vodevil.
Durante la Primera Guerra Mundial Window actuó en Londres y París, condujo una ambulancia y cantó en hospitales militares y en un barco de tropas canadiense. Fue condecorada por el gobierno canadiense por su servicio en tiempos de guerra. En el periodo de entreguerras realizó una gira por Australia con Harry Lauder, y regresó a Broadway. También obtuvo la licencia de piloto. "Creo que fui la primera mujer de Iowa que pilotó su propio avión", declaró a un entrevistador en 1931. Afirmó haber presentado a Marion Davies a William Randolph Hearst. Durante la Segunda Guerra Mundial Window se presentó como voluntaria para volver a uniformarse en el esfuerzo bélico.
Window era propietaria del Peacock Lounge en Arnolds Park, Iowa. Jimmy Dorsey actuó allí con su banda, y escribió una canción llamada "Muriel" para la propietaria. En Florida, después de 1954, fue propietaria y animadora de otro establecimiento, Muriel's Exotic Jade House, un restaurante estacional de temática tropical al norte de Lauderdale-by-the-Sea. Era conocida por recibir visitas de antiguos colegas de vodevil en la Jade House.

## Vida personal

Muriel Window, en una publicación de 1916. Al parecer, este disfraz contaba con 39 pájaros disecados.

Window se casó tres veces. Su primer marido fue el también actor Robert Emmett Keane; se casaron hacia 1916 y se divorciaron hacia 1920. Su segundo marido fue el adinerado Arthur S. Hanford Jr. Se casaron en mayo de 1920. Se separaron en 1928, pero el juicio por asesinato de él en 1930 aplazó el proceso de divorcio hasta 1932. Su tercer marido fue el empresario Howard Chandler Turnley; se casaron en México en 1934 y en Nebraska en 1935. Fue madrastra de los hijos de Howard, Howard Jr. y Alice, que vivieron con los Turnley en Iowa. Howard Turnley murió en 1946.
Window vivió viuda en Florida, hasta que murió allí en 1965, a los 73 años, por complicaciones tras una apendicectomía. Unos años más tarde, un piano de juguete regalado por Marion Davies a Window apareció en una tienda de antigüedades, y un periodista escribió sobre él y su difunta propietaria.